# دآندره جردن
دآندره جردن (انگلیسی: DeAndre Jordan، زاده ۲۱ ژوئیه ۱۹۸۸) بازیکن بسکتبال اهل ایالات متحده آمریکا است.
وی از سال ۲۰۰۸ تاکنون عضو تیم لس آنجلس کلیپرز می‌باشد. جردن به همراه تیم ملی بسکتبال ایالات متحده آمریکا توانسته مدال طلا مسابقات بسکتبال بازی‌های المپیک تابستانی ۲۰۱۶ را کسب کند.